# Hemihoplis cupido
Hemihoplis cupido là một loài tò vò trong họ Ichneumonidae.